# Demaratos aus Korinth
Demaratos aus Korinth (altgriechisch Δημάρατος Dēmáratos; lateinisch Demaratus) war ein Korinther des Altertums aus dem vornehmen Geschlecht der Bakchiaden, der sich, als die Bakchiaden durch den Tyrannen Kypselos aus Korinth vertrieben wurden, nach Tarquinii in Etrurien wandte und sich dort niederließ. Nach Dionysios von Halikarnassos (3.46.5) ist er dort durch Handel reich geworden. Demaratos heiratete eine etruskische Frau mit Namen Tanaquil. Aus der Ehe entstammen zwei Söhne: Arruns und Lucumo. Sein Sohn Lucumo, nachher Lucius Tarquinius Priscus genannt, wanderte nach Rom aus, wo er der Sage nach fünfter König von Rom wurde. Nach Tacitus (Annalen, 11.14) brachte Demaratos die Schreibkunst zu den Etruskern.
Demaratos wird bei verschiedenen antiken Autoren, wie Polybios (6.11a.7), Strabon (5.2.2), Dionysios von Halikarnassos und Titus Livius (1.34.1-3) erwähnt. Es bleibt unsicher, ob diese Person historisch ist. Für die römische Geschichtsschreibung war Demaratos jedoch wichtig, um schon im siebten Jahrhundert v. Chr. Verbindungen von Rom mit Griechenland aufzuzeigen.